# Zhengzhou Open 2019 - Qualificazioni singolare
Le qualificazioni del singolare femminile dello Zhengzhou Open 2019 sono state un torneo di tennis preliminare per accedere alla fase finale della manifestazione. Le vincitrici dell'ultimo turno sono entrate di diritto nel tabellone principale. In caso di ritiro di una o più giocatrici aventi diritto a queste sono subentrati le lucky loser, ossia le giocatrici che hanno perso nell'ultimo turno ma che avevano una classifica più alta rispetto alle altre partecipanti che avevano comunque perso nel turno finale.

## Teste di serie
1. Lesley Pattinama Kerkhove (qualificata)
2. Yanina Wickmayer (primo turno)
3. Ellen Perez (primo turno)
4. Han Xinyun (primo turno)

1. Lu Jiajing (qualificata)
2. Lizette Cabrera (secondo turno)
3. Liang En-shuo (secondo turno)
4. Natalija Kostić (secondo turno)

## Qualificate
1. Lesley Pattinama Kerkhove
2. Lu Jiajing

1. You Xiaodi
2. Wang Meiling

## Tabellone

### Legenda
| - Q = Qualificato - WC = Wild card - LL = Lucky loser | - ALT = Alternate - SE = Special Exempt - PR = Protected Ranking | - w/o = Walkover - r = Ritirato - d = Squalificato |

### Sezione 1
|  | Primo turno | Primo turno               | Primo turno               | Primo turno | Primo turno |  |  | Secondo turno | Secondo turno             | Secondo turno             | Secondo turno   | Secondo turno   |   |   | Ultimo turno | Ultimo turno              | Ultimo turno              | Ultimo turno | Ultimo turno |  |
|  |             |                           |                           |             |             |  |  |               |                           |                           |                 |                 |   |   |              |                           |                           |              |              |  |
|  | 1           | Lesley Pattinama Kerkhove | Lesley Pattinama Kerkhove | 6           | 7           |  |  |               |                           |                           |                 |                 |   |   |              |                           |                           |              |              |  |
|  |             | Shūko Aoyama              | Shūko Aoyama              | 3           | 5           |  |  | 1             | Lesley Pattinama Kerkhove | Lesley Pattinama Kerkhove | 6               | 6               |   |   |              |                           |                           |              |              |  |
|  | WC          | Kang Jiaqi                | Kang Jiaqi                | 5           | 5           |  |  |               | Carol Zhao                | Carol Zhao                | 1               | 4               |   |   |              |                           |                           |              |              |  |
|  |             | Carol Zhao                | Carol Zhao                | 7           | 7           |  |  |               |                           |                           |                 |                 |   |   | 1            | Lesley Pattinama Kerkhove | Lesley Pattinama Kerkhove | 7            | 6            |  |
|  | WC          | Wu Meixu                  | 6                         | 3           | 1           |  |  |               |                           |                           | Magdalena Fręch | Magdalena Fręch | 5 | 0 |              |                           |                           |              |              |  |
|  |             | Magdalena Fręch           | 2                         | 6           | 6           |  |  |               | Magdalena Fręch           | Magdalena Fręch           | 6               | 6               |   |   |              |                           |                           |              |              |  |
|  |             | Renata Voráčová           | Renata Voráčová           | 3           | 4           |  |  | 6             | Lizette Cabrera           | Lizette Cabrera           | 3               | 3               |   |   |              |                           |                           |              |              |  |
|  | 6           | Lizette Cabrera           | Lizette Cabrera           | 6           | 6           |  |  |               |                           |                           |                 |                 |   |   |              |                           |                           |              |              |  |

### Sezione 2
|  | Primo turno    | Primo turno      | Primo turno    | Primo turno | Primo turno |  |  | Secondo turno | Secondo turno  | Secondo turno  | Secondo turno | Secondo turno |   |   | Ultimo turno | Ultimo turno  | Ultimo turno  | Ultimo turno | Ultimo turno |  |
|  |                |                  |                |             |             |  |  |               |                |                |               |               |   |   |              |               |               |              |              |  |
|  | 2              | Yanina Wickmayer | 6              | 1           | 1           |  |  |               |                |                |               |               |   |   |              |               |               |              |              |  |
|  |                | Asia Muhammad    | 3              | 6           | 6           |  |  | Asia Muhammad | Asia Muhammad  | 4              | 6             | 7             |   |   |              |               |               |              |              |  |
|  |                | Jovana Jakšić    | Jovana Jakšić  | 6           | 6           |  |  | Jovana Jakšić | Jovana Jakšić  | 6              | 3             | 5             |   |   |              |               |               |              |              |  |
|  | WC             | Laura Pigossi    | Laura Pigossi  | 3           | 2           |  |  |               |                |                |               |               |   |   |              | Asia Muhammad | Asia Muhammad | 4            | 1            |  |
|  | Ulrikke Eikeri | Ulrikke Eikeri   | Ulrikke Eikeri | 6           | 6           |  |  |               |                | 5              | Lu Jiajing    | Lu Jiajing    | 6 | 6 |              |               |               |              |              |  |
|  | Naiktha Bains  | Naiktha Bains    | Naiktha Bains  | 3           | 3           |  |  |               | Ulrikke Eikeri | Ulrikke Eikeri | 4             | 0             |   |   |              |               |               |              |              |  |
|  | WC             | Cornelia Lister  | 6              | 1           | 1           |  |  | 5             | Lu Jiajing     | Lu Jiajing     | 6             | 6             |   |   |              |               |               |              |              |  |
|  | 5              | Lu Jiajing       | 1              | 6           | 6           |  |  |               |                |                |               |               |   |   |              |               |               |              |              |  |

### Sezione 3
|  | Primo turno      | Primo turno      | Primo turno     | Primo turno | Primo turno |  |  | Secondo turno   | Secondo turno   | Secondo turno   | Secondo turno   | Secondo turno |   |   | Ultimo turno | Ultimo turno | Ultimo turno | Ultimo turno | Ultimo turno |  |
|  |                  |                  |                 |             |             |  |  |                 |                 |                 |                 |               |   |   |              |              |              |              |              |  |
|  | 3                | Ellen Perez      | Ellen Perez     | 65          | 2           |  |  |                 |                 |                 |                 |               |   |   |              |              |              |              |              |  |
|  |                  | You Xiaodi       | You Xiaodi      | 7           | 6           |  |  | You Xiaodi      | You Xiaodi      | You Xiaodi      | 6               | 7             |   |   |              |              |              |              |              |  |
|  | Sabina Sharipova | Sabina Sharipova | 6               | 2           | 64          |  |  | Zuzana Zlochová | Zuzana Zlochová | Zuzana Zlochová | 3               | 67            |   |   |              |              |              |              |              |  |
|  | Zuzana Zlochová  | Zuzana Zlochová  | 4               | 6           | 7           |  |  |                 |                 |                 |                 |               |   |   | You Xiaodi   | You Xiaodi   | 5            | 6            | 6            |  |
|  | Samantha Murray  | Samantha Murray  | Samantha Murray | 6           | 6           |  |  |                 |                 | Samantha Murray | Samantha Murray | 7             | 0 | 3 |              |              |              |              |              |  |
|  | Darija Jurak     | Darija Jurak     | Darija Jurak    | 0           | 2           |  |  |                 | Samantha Murray | Samantha Murray | 6               | 6             |   |   |              |              |              |              |              |  |
|  |                  | Momoko Kobori    | Momoko Kobori   | 2           | 4           |  |  | 8               | Natalija Kostić | Natalija Kostić | 3               | 3             |   |   |              |              |              |              |              |  |
|  | 8                | Natalija Kostić  | Natalija Kostić | 6           | 6           |  |  |                 |                 |                 |                 |               |   |   |              |              |              |              |              |  |

### Sezione 4
|  | Primo turno | Primo turno       | Primo turno   | Primo turno | Primo turno |  |  | Secondo turno | Secondo turno     | Secondo turno | Secondo turno | Secondo turno |   |   | Ultimo turno | Ultimo turno | Ultimo turno | Ultimo turno | Ultimo turno |  |
|  |             |                   |               |             |             |  |  |               |                   |               |               |               |   |   |              |              |              |              |              |  |
|  | 4           | Han Xinyun        | 6             | 3           | 1           |  |  |               |                   |               |               |               |   |   |              |              |              |              |              |  |
|  | WC          | Bai Zhuoxuan      | 0             | 6           | 6           |  |  | WC            | Bai Zhuoxuan      | 2             | 6             | 6             |   |   |              |              |              |              |              |  |
|  | WC          | Angelina Gabueva  | 7             | 3           | 2           |  |  |               | Alexandra Cadanțu | 6             | 2             | 2             |   |   |              |              |              |              |              |  |
|  |             | Alexandra Cadanțu | 5             | 6           | 6           |  |  |               |                   |               |               |               |   |   | WC           | Bai Zhuoxuan | Bai Zhuoxuan | 2            | 4            |  |
|  |             | Hiroko Kuwata     | Hiroko Kuwata | 5           | 3           |  |  |               |                   | WC            | Wang Meiling  | Wang Meiling  | 6 | 6 |              |              |              |              |              |  |
|  | WC          | Wang Meiling      | Wang Meiling  | 7           | 6           |  |  | WC            | Wang Meiling      | Wang Meiling  | 7             | 7             |   |   |              |              |              |              |              |  |
|  |             | Zhang Yuxuan      | Zhang Yuxuan  | 2           | 65          |  |  | 7             | Liang En-shuo     | Liang En-shuo | 5             | 63            |   |   |              |              |              |              |              |  |
|  | 7           | Liang En-shuo     | Liang En-shuo | 6           | 7           |  |  |               |                   |               |               |               |   |   |              |              |              |              |              |  |